# Thomas Muffet

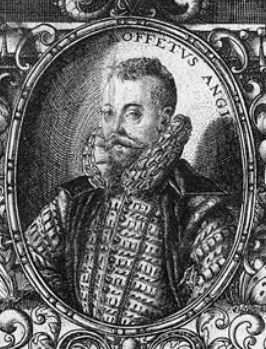
Thomas Muffet, Ausschnitt aus dem vorgesehenen Frontispiz für sein postum veröffentlichtes Werk Insectorum sive minimorum animalium theatrum

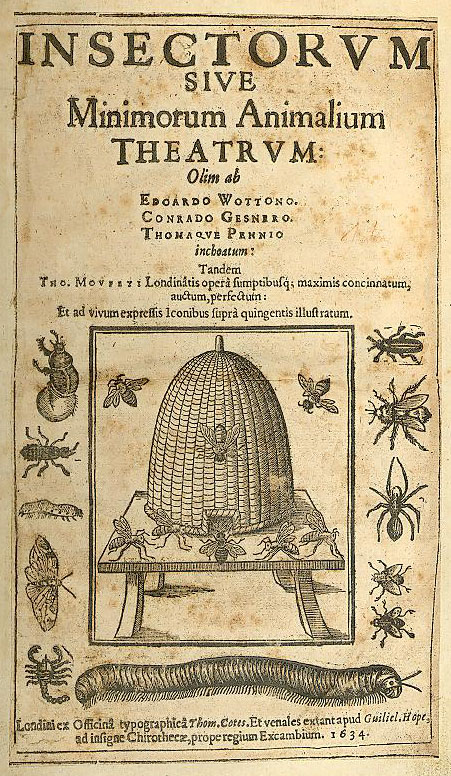
Titelseite der zweiten Ausgabe von Muffets Insectorum sive Minimorum Animalium Theatrum

Thomas Muffet (auch Moffett oder Moufet, * 1553 in Shoreditch, London; † 5. Juni 1604 in Bulbridge, Wilton, Wiltshire) war ein englischer Arzt und Naturforscher.

## Leben und Wirken
Muffet ist der zweite Sohn des Kurzwarenhändlers Thomas Moffet († 1583) und dessen Frau Alice Ashley (oder Asheley). Er begann seine schulische Ausbildung an der Merchant Taylors’ School in London, die er fünf Jahre besuchte. Im Mai 1569 wurde er „Pensioner“ des Trinity College in Cambridge. Am 6. Oktober 1572 wechselte er zur Gonville Hall, wo er 1573 seinen Abschluss als Bachelor of Arts (B.A.) erwarb. Zum Master of Arts (M.A.) graduierte er 1576 am Trinity College. Zu seinen Lehrern in Cambridge gehörten Thomas Lorkin (um 1528–1591) und John Caius.
1578 erlangte Muffet in Basel den Doktorgrad (M.D.). Anschließend besuchte er Italien und Spanien. 1580 untersuchte Muffet die Anatomie der Seidenraupe in Italien. 1580 reiste er nach Deutschland und Dänemark, wo er Peder Sørensen (Severinus, 1542–1602) traf. 1582 war er wieder in Cambridge und ließ sich als Arzt in Ipswich und später in London nieder. 1584 veröffentlichte er in Frankfurt das Werk De iure et praestantia chemicorum medicamentorum dialogus apologeticus, das auf dem Kontinent viel gelesen wurde und ihn als Anhänger von Paracelsus zeigt. 1588 veröffentlichte er Nosomantica Hippocratea und wurde „Fellow“ des Royal College of Physicians. Er war der Arzt hoher Aristokraten und kam so an den Hof von Königin Elizabeth I. Auf Einwirken des Herzogs von Pembroke zog er nach Wiltshire und erhielt 1597 einen Parlamentssitz für Wilton, den er bis 1604 hatte.
1580 heiratete er Jane Wheeler. Nach dem Tod seiner Frau 1600 heiratete er Catherine Brown, mit der er eine Tochter hatte.
Muffet galt als Anhänger des Paracelsus, dessen medizinische Lehre damals in medizinisch-wissenschaftlichen Kreisen umstritten war und die Muffet auf dem Kontinent kennenlernte.
Muffet verfasste das Werk Insectorum sive minimorum animalium theatrum in dem er nicht veröffentlichtes Material von Gessner, Wotton und Penny verwendete. Es wurde 1634 postum von Theodore Mayerne veröffentlicht. Eine englische Ausgabe (The Theater of Insects) erschien 1658 als dritter Band von History of four-footed beasts and serpents von Edward Topsell.
Christopher Bennet (1617–1655) gab 1655 postum Muffets Werk Health’s Improvement heraus. Darin wendet er sich an Laien und befasst sich vornehmlich mit Ernährung, wobei er auch Wildvögel behandelt. Es enthält die erste gedruckte Liste von Wildvögeln aus Großbritannien und frühe Beobachtungen zur Vogelwanderung (nach Diana Simpkins war er darin einer der Ersten). Außerdem verfasste er eine Abhandlungen über Heilkunst sowie unter dem Kürzel „T. M.“ ein Gedicht über Seidenraupen.

## Schriften (Auswahl)
- De venis mesaraicis obstructis ipsarumque ita affectarum curatione. Leonard Ostenius, Basel 1578 (Digitalisat) – bei Felix Platter.
- De anodinis medicamentis eorumque causis et usibus Physica & Medica consideratio. Basel 1578 (Digitalisat)
- De jure et praestantia chymicorum medicamentorum dialogus apologeticus. Andreas Wechel, Frankfurt am Main 1584 (Digitalisat).
  - Nachdruck in: Theatrum chemicum. Band 1, 1602, S. 75–89 (Digitalisat).
- Epist. CCLXXVII–[CCLXXX]. Petro Monavio, Medico Caesareo, etc. Th. Moufetus Anglus Med. S. D. In: Lorenz Scholz (Hrsg.): Epistolarum philosophicarum medicinalium ac chymicarum a summis nostrae aetatis philosophis ac medicis exaratarum volumen. Frankfurt am Main 1598, Sp. 529–534 (Digitalisat) – vier Briefe an Peter Monau.
  - Nachdruck: Epistolae quinque medicinales, ab eodem auctore conscriptae. In: Theatrum chemicum. Band 1, 1602, S. 97–120 (Digitalisat).
- Nosomantica Hippocratea, sive Hippocratis prognostica cuncta. Frankfurt am Main 1588 (Digitalisat).
- The silkewormes, and their flies. London 1599 (Digitalisat, Volltext).

Postum
- Insectorum sive minimorum animalium Theatrum. London 1634 (Digitalisat).
- Healths improvement: or, Rules comprizing and discovering the nature, method, and manner of preparing all sorts of food used in this nation. Samuel Thomson, London 1655 (Digitalisat, Volltext) – herausgegeben von Christopher Bennet (1617–1655).
  - 2. Auflage, London 1746 (Digitalisat).